# Europäischer Fernwanderweg E12
Der Europäische Fernwanderweg E12 soll dereinst unter dem Namen „Mittelmeerweg“ oder „Mittelmeerwanderweg“ die Küstenregionen (als sehr weit gefasster Begriff) der beteiligten Anrainerstaaten erschließen. Initiiert und beschlossen wurde die Errichtung eines neuen E-Weges im Jahr 2009 von den Wander-/Tourismusorganisationen der Länder Italien, Frankreich, Spanien und Marokko. Er wurde als letzter innerhalb des europäischen Wanderwegnetzes entwickelt und ist als Verbindung der europäischen Küste des Mittelmeeres von Spanien bis Griechenland konzipiert. Die Gesamtlänge beträgt 1490 Kilometer.
Bis Anfang 2011 stand die Streckenführung nur für kurze Teilstrecken fest.

## Spanien
Andalusien hat den E12 zwischen Nerja und GR 92 (Costa del Sol) Manilva unter dem Namen „La Senda Litoral“ im Jahre 2014 ausgeschildert. Der Weg führt küstennah durch die Orte
Manilva – Estepona – Marbella – Ojén – Mijas – Benalmádena – Málaga – Vélez Málaga – Nerja. Zwischen Nerja und Estepona entspricht der Verlauf auch dem großen andalusischen Rundwanderweg GR 249 (Gran Senda de Málaga). Dieser Abschnitt hat eine Länge von 212 km.
In Katalonien wird der E12 über den durchgehend markierten und beschriebenen Weitwanderweg GR 92 (Costa Brava) geführt. Beginnend an der Grenze zur Comunidad Valencia geht es zur Costa Daurada und in einem weiten Bogen um Tarragona und Barcelona nach Blanes an die Costa Brava. Über gut ausgebaute Wege, oftmals auch kleine Straßen, wird schließlich nach 589 km Frankreich erreicht.

## Frankreich
Größere oder zusammenhängende Strecken, die zudem als E12 markiert oder beschrieben sind, sucht man in Frankreich 2015 noch vergebens.

## Italien
In Italien sind bisher nur einige kurze Strecken in der Gegend um Neapel markiert.

## Slowenien
Der etwa 50 Kilometer lange Slowenische Abschnitt über Koper und Piran wurde im Dezember 2016 fertiggestellt und eröffnet.

## Kroatien

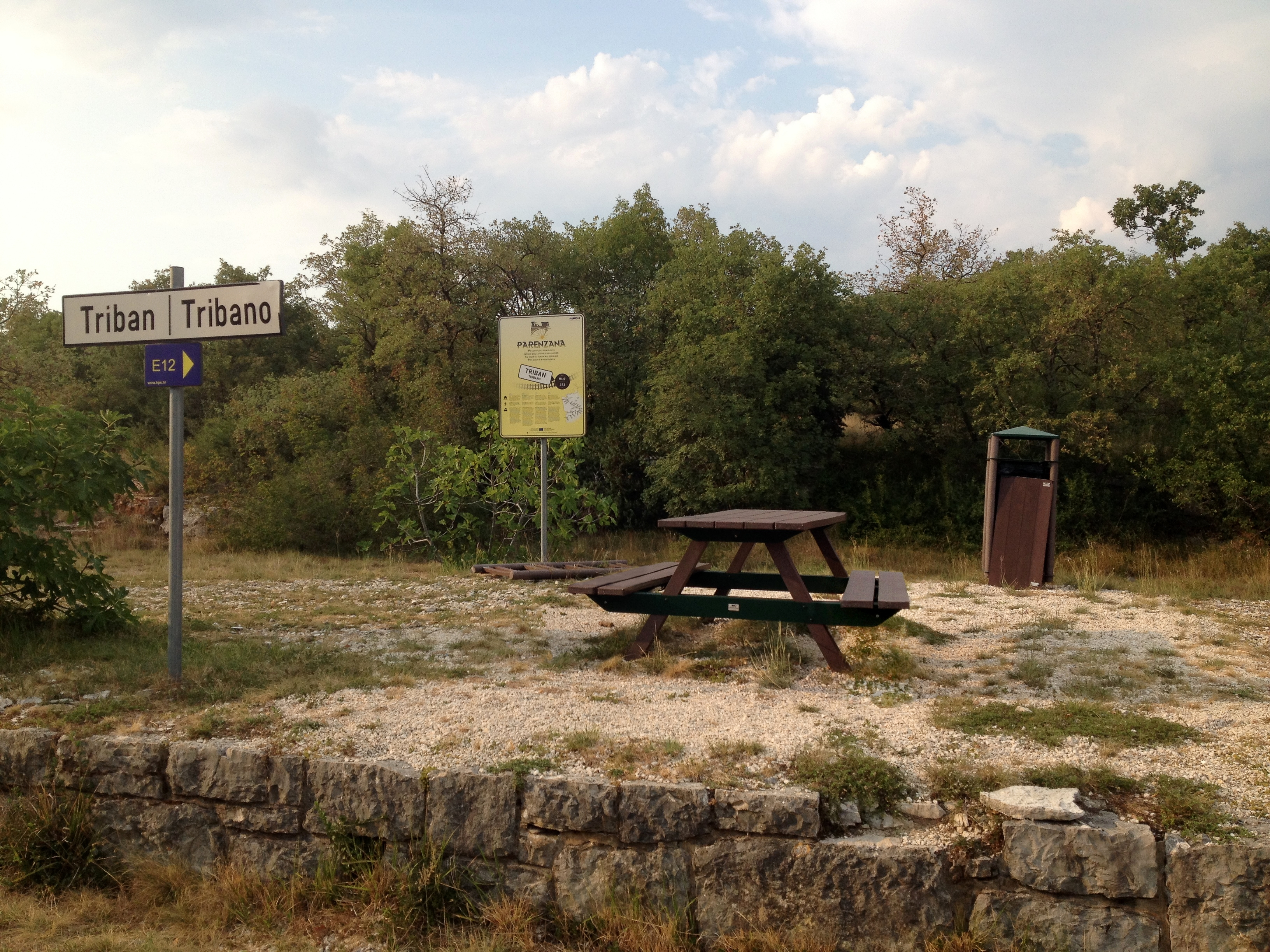
Station des Wanderweges bei Triban/Buje; ehemalige Bahnstation der Parenzana

Der Weg führt von Slowenien kommend ab dem Grenzort Plovanija durch Kroatien. Die Strecke von etwa 1300 km ist in Dutzende Abschnitte gegliedert.

### E 12-a
Nordwestliches Istrien, der erste Abschnitt des Weges führt über knapp 60 km von Plovanije nach Poreč. Er wurde von der Arbeitsgruppe Europäische Wanderwege des Kroatischen Bergsteigerverbandes Hrvatski planinarski savez (HPS) in Zusammenarbeit mit dem Istrischen Bergsteigerverband konzipiert, kartiert und markiert.
| Der erste Abschnitt E12, mit einer Länge von 59,4 km besteht aus den vier Strecken: |                      |         |          |
| Abschnitt                                                                           | Strecke              | Länge   | Gehdauer |
| I                                                                                   | Plovanija – Buje     | 10,6 km | 2h 30min |
| II                                                                                  | Buje – Brtonigla     | 15,6 km | 4h       |
| III                                                                                 | Brtonigla – Kaštelir | 15,8 km | 4h       |
| IV                                                                                  | Kaštelir – Poreč     | 17,4 km | 4h 30min |

Er folgt der Trasse der ehemaligen Eisenbahnlinie nach Grožnjan. Von dort dreht er nach Westen und führt auf meist unbefestigten Straßen nach Brtonigla. Nach dem Ort wendet er sich südlich zum Fluss Mirna (siehe Foto in der Infobox) und hinauf nach Kaštelir. In Labinci kommt er wieder auf die Strecke der Parenzana, einer früheren Schmalspurbahn, die bis zur Umgehungsstraße von Poreč führt. Weiter verläuft er auf dem Gehweg entlang der Strandpromenade in Špadići und erreicht den Platz der Freiheit (Trg Slobode) in Poreč. Dort endet der erste Abschnitt.
Ein besonders attraktiver Teil ist der „Insel-Abschnitt“, der zum Teil entlang der Mittelmeerküste, aber meist auf kroatischen Inseln verläuft.
Entlang der Westküste Istriens, vorbei an Vrsar, Rovinj, Vodnjan, Pula, Medulin und entlang der Ostküste nach Labin und Opatija führt der Weg zur Insel Cres und deren Verlängerung Mali Lošinj, von Valbiska nach Stara Baška auf der Insel Krk und nach Rab. Der Weg führt aufs Festland zum Nationalpark Nördlicher Velebit, auf die Insel Pag und in den Nationalpark Paklenica.

### E 12-b
Der zweite Teil der Strecke führt durch das Hinterland von Zadar zu den Kornaten-Inseln, nach Dugi Otok, vorbei am Vrana-See, zu den Wasserfällen von Krka, nach Šibenik, Trogir und Split. Über die Inseln Brač, Hvar, Vis, Lastovo und Korčula führt er – zurück auf dem Festland – entlang an der Küste bei Makarska und windet sich zu den Hängen des Biokovo-Gebirges.

### E 12-c
Der dritte Abschnitt beginnt im herzegowinischen Neum und legt eine Schleife um die Orte Hutovo Blato, Počitelj, Mostar und Medjugorje. Dieser Teil des Weges ist als separater „Wallfahrtsabschnitt“ konzipiert. In Kroatien führt der Weg über die Halbinsel Pelješac und die Insel Mljet. Der letzte Teil der E12 verläuft von Dubrovnik an die Grenze zu Montenegro.